# Педурень (Чуріла, Клуж)
Педурень, Педурені (рум. Pădureni) — село у повіті Клуж в Румунії. Входить до складу комуни Чуріла.
Село розташоване на відстані 311 км на північний захід від Бухареста, 19 км на південь від Клуж-Напоки.

## Населення
За даними перепису населення 2002 року у селі проживали 169 осіб, з них 167 осіб (98,8%) румунів. Рідною мовою 167 осіб (98,8%) назвали румунську.